# موردنت

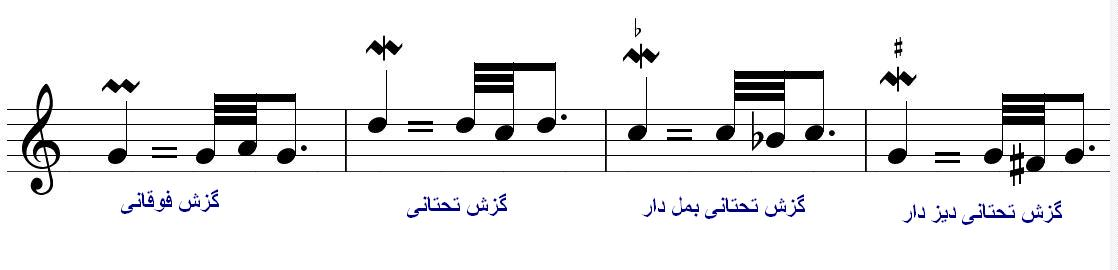

موردنت (به انگلیسی: mordent) از مصدر «Mordere» در زبان ایتالیایی، یا گَزِش در موسیقی به عنوان نت زینت استفاده می‌شود.

## چگونگی
گزش در موسیقی به عنوان نت زینت استفاده می‌شود. هدف استفاده از گزش اشاره سریع به یک نت دیگر و سپس برگشت به نت اصلی می‌باشد.
نحوه قرارگیری گزش بر روی نت به دو صورت می‌باشد:
1. اشاره سریع به نت بالاتر و برگشت
2. اشاره سریع به نت پایین و برگشت

## انواع گزش
گزش بر دو گونه است:
1. گزش به سوی بالا
2. گزش وارونه

اگر نت دارای علامت ♭ یا ♯ باشد به معنای آن است که نتی که می‌خواهیم با گزش اجرا کنیم بمل یا دیز است.